# غرايم لورانس
غرايم لورانس (بالإنجليزية: Graeme Lawrence)‏ هو سائق سيارة سباق ومهندس نيوزيلندي، ولد في 1940.